# Que me quiten lo bailao
Que me quiten lo bailao (sv: Må de ta ifrån mig det dansade. Idiomatiskt: De kan inte ta bort det roliga för mig) är en låt framförd av den spanska sångerskan Lucía Pérez. Låten representerade Spanien vid Eurovision Song Contest 2011 (ESC) i Düsseldorf, Tyskland. Låten är skriven och komponerad av Rafael Artesero Herrero, som bland annat skrev Andorras bidrag år 2005 och 2006. Den 22 februari meddelade det spanska nationella tv-bolaget TVE att låten skulle göras om och fixas till fram till att ESC sändes i maj. Låten spelades in på engelska, franska och galiciska. I finalen framfördes låten på spanska och slutade på 23:e plats.

### Fotnoter
1. ↑  Hondal, Victor (19 februari 2011). ”Spain sends Lucía Pérez to Eurovision 2011”. ESCToday. http://www.esctoday.com/news/read/16805. (engelska)
2. ↑  Jiandani, Sanjay (22 februari 2011). ”Spain: Official presentation of Lucia”. ESCToday. Arkiverad från originalet den 24 februari 2011. https://web.archive.org/web/20110224040219/http://www.esctoday.com/news/read/16843. (engelska)